# William Broyles Jr.
William Broyles Jr. est un scénariste américain né le 8 octobre 1944 dans le Comté de Harris, au Texas aux États-Unis.

## Filmographie
- 1988 : China Beach (TV)
- 1995 : Apollo 13
- 1999 : Haute Voltige (Entrapment)
- 2000 : Seul au monde (Cast Away)
- 2001 : La Planète des singes (Planet of the Apes)
- 2002 : Infidèle (Unfaithful)
- 2004 : Le Pôle express (The Polar Express) de Robert Zemeckis
- 2005 : Jarhead